# Opius metatus
Opius metatus är en stekelart som beskrevs av Papp 1981. Opius metatus ingår i släktet Opius och familjen bracksteklar. Inga underarter finns listade i Catalogue of Life.